# Patryk Jaskulski
Patryk Bartłomiej Jaskulski (ur. 18 sierpnia 1990 w Szczecinie) – polski polityk i samorządowiec, radny Szczecina, poseł na Sejm X kadencji.

## Życiorys

### Wykształcenie i działalność zawodowa
Ukończył studia magisterskie w dziedzinie politologii na Uniwersytecie Szczecińskim (2014), a także zarządzanie w Wydziale Ekonomicznym w Szczecinie Wyższej Szkole Bankowej w Poznaniu (2017). Był uczestnikiem wymian studenckich w Stanach Zjednoczonych. Pracował następnie w sektorze prywatnym oraz jako główny specjalista w biurze ds. nadzoru właścicielskiego w Urzędzie Marszałkowskim Województwa Zachodniopomorskiego.

### Działalność polityczna
Był działaczem Stowarzyszenia „Młodzi Demokraci”. Był autorem zwycięskich projektów w Szczecińskim Budżecie Obywatelskim.
Dołączył do Platformy Obywatelskiej. W wyborach samorządowych w 2018 kandydował z listy Koalicji Obywatelskiej do Rady Miasta Szczecin z 4. miejsca w okręgu nr 4. Uzyskał mandat radnego, otrzymując 3302 głosy. W radzie miasta został przewodniczącym Komisji ds. Inicjatyw Społecznych, Sportu i Młodzieży oraz wiceprzewodniczącym Komisji ds. Skarg, Wniosków i Petycji, dołączył ponadto do Komisji ds. Gospodarki Komunalnej i Ochrony Środowiska, Komisji ds. Budżetu i Rozwoju, Komisji ds. Kultury i Promocji oraz Komisji ds. Budownictwa i Mieszkalnictwa. Zasiadł także w Radzie Osiedla Pogodno. Związał się z młodzieżową organizacją polityczną Nowa Generacja.
W wyborach parlamentarnych w 2023 kandydował do Sejmu w okręgu nr 41 z 20. miejsca listy KO. Uzyskał mandat posła X kadencji z wynikiem 7439 głosów (zajmując tym samym 4. miejsce na liście swojego ugrupowania pod względem liczby oddanych głosów). W kwietniu 2024 został zastępcą przewodniczącego Komisji Sprawiedliwości i Praw Człowieka, a w czerwcu tego samego roku członkiem sejmowej komisji śledczej ds. wykorzystania oprogramowania Pegasus. We wrześniu 2024 został zastępcą przedstawiciela polskiego parlamentu w Zgromadzeniu Parlamentarnym Rady Europy, w którym zasiadł w grupie Europejskiej Partii Ludowej.

## Wyniki w wyborach
| Wybory | Komitet wyborczy | Komitet wyborczy     | Organ                | Okręg        | Wynik         |
| ------ | ---------------- | -------------------- | -------------------- | ------------ | ------------- |
| 2018   |                  | Koalicja Obywatelska | Rada Miasta Szczecin | nr 4         | 3302 (10,04%) |
| 2023   | Sejm X kadencji  | Koalicja Obywatelska | nr 41                | 7439 (1,34%) |               |